# Karol Klobassa-Zrencki

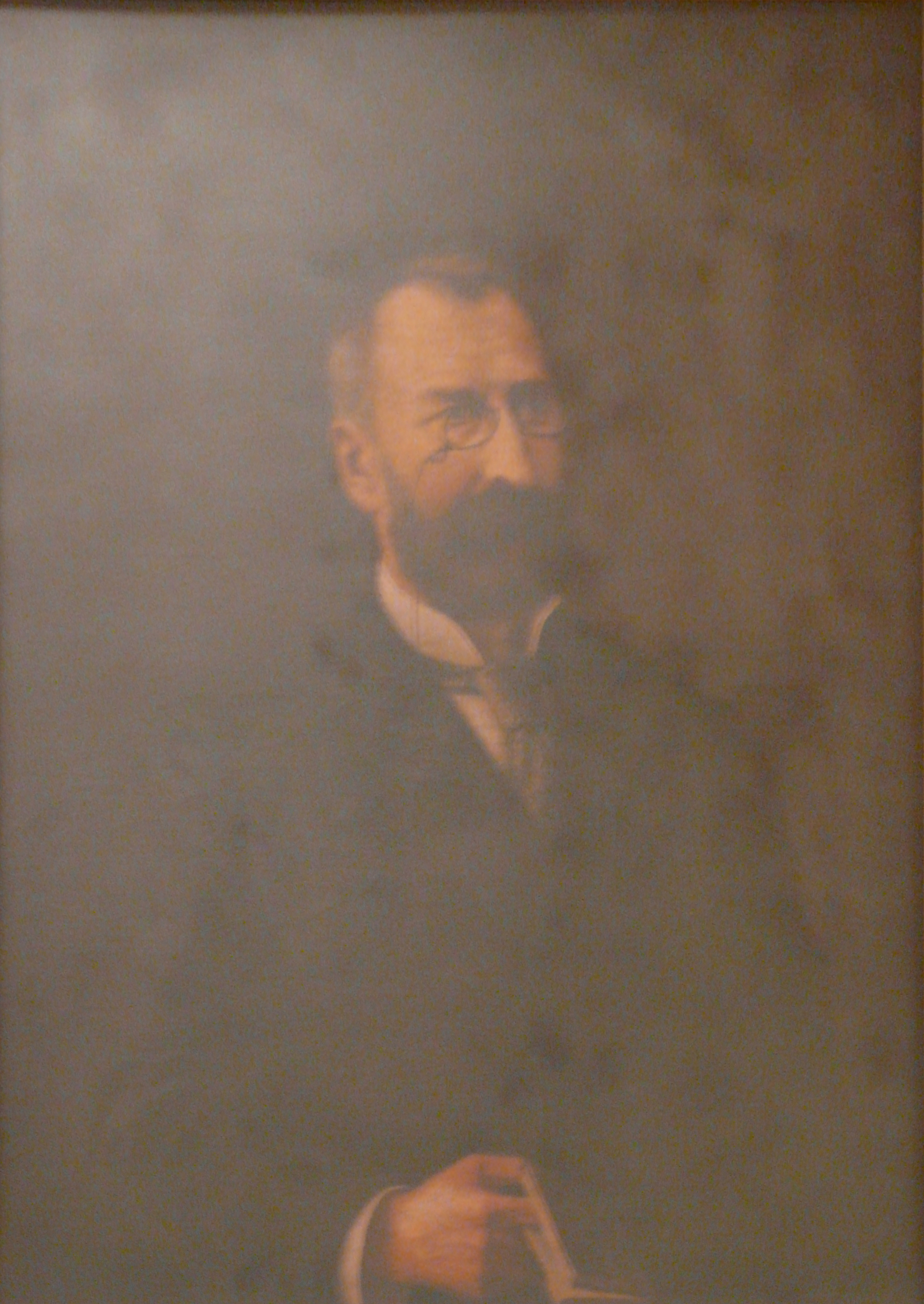
Karol Klobassa-Zrencki

Karol Klobassa-Zrencki (właściwie Karol Klobassa, od 1883 Karol Klobassa Ritter von Zrencki) (ur. 4 listopada 1823 w Drohobyczu, zm. 7 lutego 1886 w Krakowie, pochowany w Zręcinie) – przemysłowiec, ziemianin, filantrop.

## Młodość
Jako syn urzędnika cesarskiego, ziemianina i właściciela różnych miejscowości , Rudolfa Klobassy i Zofii Wojtowicz, otrzymał solidne wykształcenie, najpierw domowe, później w gimnazjum w Tarnowie. Po zdaniu matury udał się do Wiednia (1840-1843), gdzie studiował na politechnice. Później pojechał do Hohenheim (1843-1845), by studiować drugi fakultet na wydziale agronomicznym na Akademii Rolniczej. W tym czasie związał się z Kazimierzem Grocholskim oraz Andrzejem Potockim. Te znajomości zaowocowały jego zainteresowaniami politycznymi. Wziął on udział w Spisku Galicyjskim, wskutek czego w 1846 roku na okres 11 miesięcy został uwięziony w Sanoku przez władze austriackie.

## Dziedzic
W 1847 roku osiadł na stałe w Zręcinie. Zarządzał majątkiem ojca, choć faktycznym właścicielem stał się dopiero po jego śmierci w 1848 roku. Mieszkańcy z pewnym dystansem powitali nowego ziemianina. Martwił ich fakt, że korzenie polskie dziedzica zostały zatarte od setek lat, kiedy to rycerz Kiełbasa po bitwie pod Grunwaldem został uhonorowany przez Jagiełłę i osadzony na Morawach.  Tam nazwisko Kiełbasa uległo translacji na Klobassa. Karol szybko zdobył uznanie mieszkańców Zręcina, bo uchodził za człowieka, który nie pragnął za wszelką cenę się bogacić na krzywdzie podwładnych. Czas spędzony w więzieniu, a właściwie oskarżenie, jakie skierował zaborca w stronę jego osoby wzmogło zaufanie miejscowej ludności do niego, czego zwieńczeniem był przydomek "dobry pan". Potwierdzeniem tego przydomku jest fakt, że Karol wraz z bardzo nielicznymi podpisał memoriał do cesarza w sprawie zniesienia pańszczyzny, a na własną rękę zniósł ją w Zręcinie. Gdzie, jak wspomina Maria Guzik, nie było już słychać głosu zarządcy, który wcześniej jeździł po miejscowości wierzchem na koniu i przez tubę nawołując, aby wychodzić z chałup i ruszać na pola. Zniesienie przymusu pracy dało możliwość pracy zarobkowej wszystkim mieszkańcom i podnoszeniu ich statusu. Jednak ta decyzja wkrótce zachwiała jego majątkiem. Bardzo niespodziewanie, zabrakło mu pieniędzy na opłacenie siły najemnej. 5 października 1848 roku zawarł związek z 2 lata starszą Ludwiką Zygmuntowską . Było to małżeństwo bardzo korzystne, bo Karol niezwykle kochał małżonkę za temperament, ale przede wszystkim wzbogacił się. Ludwika była jedynaczką, więc miejscowości, jakie posiadał jej ojciec, Szymon, zostały jej ofiarowane w posagu. Kobieta odznaczała się niezwykłą urodą, lecz była chorowita i zmarła w 1854 roku po urodzeniu bliźniąt. Jej ciało na znak miłości zostało zabalsamowane i złożone w rodzinnej kaplicy w kryształowej trumnie.  W 1862 roku Karol poślubił 19-letnią hrabiankę Helenę Olimpię Bobrowską, córkę Napoleona Gerwazego Protazego Bobrowskiego, którego wielki modrzewiowy dwór stał jeszcze w Zręcinie. 
Z pierwszego małżeństwa miał dwóch synów: Wiktora i Ludwika, a z drugiego Stanisława.

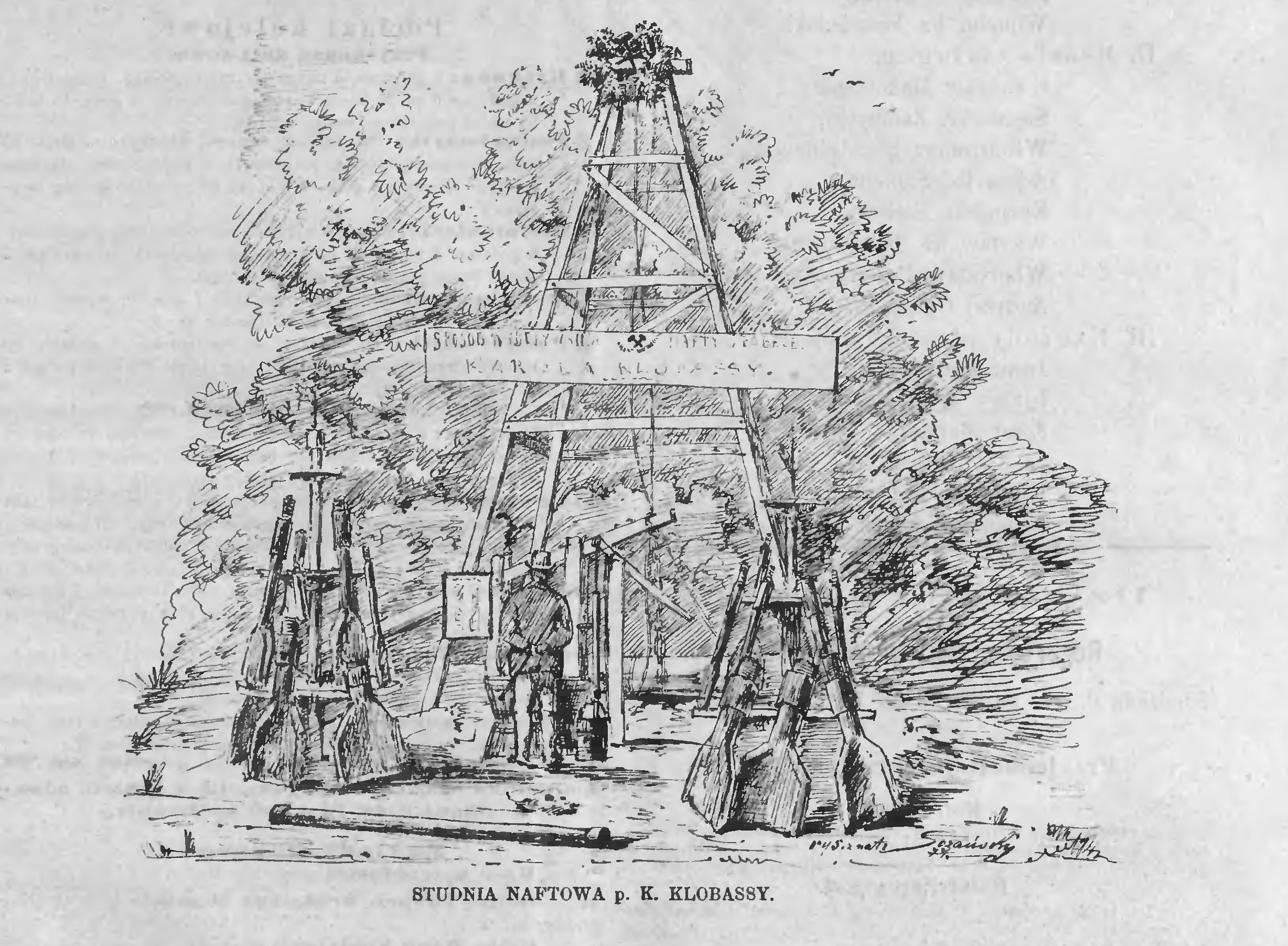
Studnia Karola Kolbassy-Zrenckiego zaprezentowana podczas Krajowej Wystawy Rolniczej i Przemysłowej we Lwowie 1877

## Pierwsza na świecie kopalnia ropy naftowej
Majątek Karola został powiększony. Sady się już rozwinęły i bardzo wzbogacił się na produkcji wina jabłkowego "Sidry" bądź "Cidry". Był to wtedy jego podstawowy dochód, jednak zdecydowany wpływ na majątek Klobassy wywarła spółka zawarta pomiędzy nim a Tytusem Trzecieskim. Wcześniej pozwolił Trzecieskiemu i Ignacemu Łukasiewiczowi na prowadzenie odwiertów na terenie własnych posiadłości. Za to po roku mieli oni zapłacić sumę 80 guldenów. Po roku nic nie znaleźli, więc Karol anulował im zapłatę i pozwolił szukać dalej, aż wreszcie od utworzenia spółki minęło 5 lat i nic nie znaleziono. W 1860 zawarli kolejną umowę, gdzie Karol wniósł kapitał w wysokości 1000 guldenów i tyle samo Trzecieski. Zaczęli ponowne odwierty i nie wydali nawet 200 guldenów, kiedy z głębokości 22 metrów trysnęła ropa. Był to szyb "Wojciech". Ropy było tyle, że brakowało beczek i naczyń, by ją pomieścić. W 1871 roku spółka rozpadła się i Karol został jedynym właścicielem pierwszej na świecie kopalni ropy w Bóbrce koło Krosna.
Pierwsza spółka działała na zasadzie umowy dżentelmeńskiej. Jak podaje Brzozowski "nie było żadnych dokumentów". Dlatego trzeba sprzeciwić się marginalizowaniu Klobassy w konfrontacji z Łukasiewiczem, który nic by nie osiągnął, bez Karola. Na początku mówiło się o jakimś spisku, który miał zniszczyć autorytet Klobassy. Inną natomiast sprawą jest powstanie pierwszego koncernu naftowego, jak to można dzisiaj śmiało określić, czyli stworzeniu Grupy Kapitałowej, w skład której wchodziły spółki zajmujące się wierceniami, eksploatacją i rafinacją ropy. To rzeczywiście było zasługa nie tylko Klobassy, ale także Łukasiewicza i Trzecieskiego. Koncern za pierwsze 10 lat przyniósł zysk 1 500 000 zł. Jednak nie Łukasiewicz, ani Trzecieski, ale Klobassa uczynił swoją kopalnię w Bóbrce największą i najnowocześniejszą aż do I wojny światowej. Dbał bardzo o poziom techniczny, a syna i Jabłońskiego wysłał do USA do poznania tamtejszych osiągnięć w dziedzinie wierceń.

## Lata późniejsze
W międzyczasie doprowadził do świetności zabudowania folwarczne z majątku Bobrowskiego i wybudował nowe. W 1861 skończył budowę piętrowego, podpiwniczonego pałacu na wzgórzu, który okalały sztuczne stawy, sadzawki, oranżerie, lodownie, kuźnie, powozownie, altany, a nawet sztuczna wyspa, która stała na środku sztucznej rzeki, stworzonej również z jego inicjatywy, tamy, dworek dla służby (tzw. rządcówka), budynek szkoły prywatnej z pomieszczeniami dla nauczyciela oraz drugą szkołę dla wiejskich dzieci zamieszkałych na terenach jego majątku, ponadto tory wyścigowe dla koni, park, plac biesiadny ze sceną oraz wodociąg ciągnięty z pobliskiej Góry Śliwińskiej. Sfinansował również budowę mostu i wielu dróg w Krośnie, za co otrzymał honorowe obywatelstwo tego miasta. W 1883 otrzymał od cesarza austriackiego drugi stopień szlachectwa ("Ritterstand")i. Ponadto otrzymał pośmiertny odpust zupełny, licząc od niego na trzy pokolenia od samego papieża Piusa XI w 1899 roku. Zmarł w Zręcinie i na tamtejszym cmentarzu, w rodzinnej kaplicy, został pochowany. Został zapamiętany jako hojny dobroczyńca, lecz zapomniany dla świata. Obecnie ulica przy której mieszkał nosi jego imię. Do tej pory mieszkają tu jego potomkowie, ale już nie w pałacu, który został spalony i rozgrabiony w 1913, a ruiny kilka lat później rozebrane, tylko w "rządcówce" i prywatnych domach.